# هسته رافه
هسته رافه (یونانی: ῥαφή "درز") یا هسته سجافی خوشه‌ای از هسته‌های با اندازه متوسط هستند که در ساقه مغز قرار دارد. عملکرد اصلی این هسته آزادسازی ناقل شیمیایی سروتونین در مغز است..